# РД-801
РД-801 — рідинний ракетний двигун, призначений для створення тяги і керування польотом першого ступеня РН «Маяк». Разом із РД-810 — перші українські ракетні двигуни розроблені по замкнутій схемі на базі відпрацьованих технологій РН «Зеніт».
Двигун — однокамерний, двухрежимний, одноразового включення, з турбонасосного системою подачі компонентів палива. Управління вектором тяги здійснюється поворотом двигуна в карданном підвісі, в двох взаємно перпендикулярних площинах. Компоненти палива в камері і газогенераторі спалахують за допомогою пускового пального. Виконаний за схемою з допалюванням окисного генераторного газу. Робоче тіло турбіни ТНА — газ, що виробляється в газогенераторі при згорянні основних компонентів палива.
На базі двигуна РД801 можливе створення блочного двигуна тягою 492 тс, що складається з чотирьох рухових блоків РД801.
На даному етапі двигун знаходиться в розробці.